# Teeth (filme)
Teeth (no Brasil, Vagina Dentada)  é um filme de 2007 escrito e dirigido por Mitchell Lichtenstein e estrelado por Jess Weixler, Hale Appleman e John Hensley.

## Elenco
- Jess Weixler como Dawn O'Keefe
- Hale Appleman como Tobey
- John Hensley como Brad
- Lenny Von Dohlen como Bill
- Josh Pais como Dr. Godfrey
- Julia Garro como Alisha
- Adam Wagner como Phil
- Vivienne Benesch como Kim
- Ashley Springer como Ryan
- Trent Moore como Mr. Vincent